# Kajkowo
Kajkowo (deutsch Buchwalde) ist ein Ort in der polnischen Woiwodschaft Ermland-Masuren. Er gehört zur Gmina Ostróda (Landgemeinde Osterode in Ostpreußen) im Powiat Ostródzki (Kreis Osterode in Ostpreußen).

## Geographische Lage
Kajkowo liegt am Westufer des Großen Zehmen-Sees (polnisch Jezioro Sajmino) im Westen der Woiwodschaft Ermland-Masuren, zwei Kilometer südlich der Kreisstadt Ostróda (deutsch Osterode in Ostpreußen).
|  |

## Geschichte

### Ortsgeschichte
Das Dorf Buchwalde – später dank seiner Ziegelei von überregionaler Bedeutung – wurde 1335 erstmals urkundlich erwähnt. Am 7. Mai 1874 wurde der Ort Amtsdorf und damit namensgebend für einen Amtsbezirk im Kreis Osterode in Ostpreußen innerhalb des Regierungsbezirks Königsberg (ab 1905: Regierungsbezirk Allenstein) in der preußischen Provinz Ostpreußen.
Im Jahre 1885 waren in Buchwalde 721 Einwohner registriert, im Jahre 1910 waren es bereits 1.492. Ihre Zahl belief sich – einschließlich der eingegliederten Ortschaften Henriettenhof (polnisch Szafranki), Lehmannsgut (Cibory) und Lindenberg bei Osterode (Lipowiec) – im Jahre 1933 auf 1355 und 1939 auf 1329.
In Kriegsfolge musste Buchwalde 1945 mit dem gesamten südlichen Ostpreußen an Polen abgetreten werden. Das Dorf erhielt die polnische Namensform „Kajkowo“ und ist heute mit dem Sitz eines Schulzenamt (polnisch Sołectwo) eine Ortschaft im Verbund der Landgemeinde Ostróda (Osterode in Ostpreußen) im Powiat Ostródzki (Kreis Osterode in Ostpreußen), bis 1998 der Woiwodschaft Olsztyn, seither der Woiwodschaft Ermland-Masuren mit Sitz in Olsztyn (Allenstein) zugehörig. Im Jahre 2011 zählte Kajkowo 1092 Einwohner.

### Amtsbezirk Buchwalde (1874–1945)
Der Amtsbezirk Buchwalde im Kreis Osterode in Ostpreußen bestand von 1874 bis 1945. Zu ihm gehörte lediglich das eine Dorf Buchwalde.

## Kirche
Bis 1945 war Buchwalde in die evangelische Landkirche Osterode in der Kirchenprovinz Ostpreußen der Kirche der Altpreußischen Union, außerdem in die römisch-katholische Kirche Osterode eingepfarrt.
Die kirchliche Beziehung evangelischerseits zur Kreisstadt besteht noch heute. Diese allerdings gehört jetzt zur Diözese Masuren der Evangelisch-Augsburgischen Kirche in Polen. Katholischerseits besteht jetzt in Kajkowo eine eigene Pfarrei, die dem Dekanat Ostróda Wschód (Osterode Ost) im Erzbistum Ermland zugeordnet ist.

## Verkehr
Kajkowo liegt an der Kreisstraße (polnisch Droga powiatowa) 1234N, die von Ostróda südwärts bis nach Tułodziad (Taulensee) führt. Eine Bahnanbindung besteht nicht.